# بابلو إستيف
بابلو إستيف (بالإسبانية: Pablo Esteve)‏ هو ملحن إسباني، ولد في 1730 في برشلونة في إسبانيا، وتوفي في 1794 في مدريد في إسبانيا.

## وصلات خارجية
- بابلو إستيف على موقع ميوزك برينز (الإنجليزية)